# Teorema di convoluzione
In matematica, il teorema di convoluzione afferma che sotto opportune condizioni la trasformata di Laplace, così come la trasformata di Fourier della convoluzione di due funzioni è il prodotto delle trasformate delle funzioni stesse. Questo teorema ha importanti risvolti nell'analisi dei segnali, in particolare nell'ambito delle reti lineari.

## Enunciato
Siano {\displaystyle f} e {\displaystyle g} due funzioni la cui convoluzione è indicata da {\displaystyle f*g}. Sia {\displaystyle {\mathcal {F}}} l'operatore trasformata di Fourier, sicché {\displaystyle {\mathcal {F}}\{f\}} e {\displaystyle {\mathcal {F}}\{g\}} sono le trasformate di {\displaystyle f} e {\displaystyle g} rispettivamente. Allora:
{\displaystyle {\mathcal {F}}\{f*g\}={\mathcal {F}}\{f\}\cdot {\mathcal {F}}\{g\}}
dove {\displaystyle \cdot } denota la moltiplicazione. Si ha anche che:
{\displaystyle {\mathcal {F}}\{f\cdot g\}={\mathcal {F}}\{f\}*{\mathcal {F}}\{g\}}
Applicando la trasformata inversa {\displaystyle {\mathcal {F}}^{-1}}, si ottiene:
{\displaystyle f*g={\mathcal {F}}^{-1}{\big \{}{\mathcal {F}}\{f\}\cdot {\mathcal {F}}\{g\}{\big \}}}
Si noti che la relazione è valida esclusivamente per le forme della trasformata mostrate nella dimostrazione riportata in seguito. Il teorema è valido anche per la trasformata di Laplace.

## Dimostrazione
La dimostrazione presentata è mostrata per una particolare normalizzazione della trasformata di Fourier: nei casi in cui la normalizzazione sia differente, nella derivazione compare un fattore scalare.
Siano {\displaystyle f}, {\displaystyle g} appartenenti a {\displaystyle L^{1}(\mathbb {R} ^{n})}.  Sia {\displaystyle F} la trasformata di Fourier di {\displaystyle f} e {\displaystyle G} la trasformata di {\displaystyle g}:
{\displaystyle F(\nu )={\mathcal {F}}\{f\}=\int _{\mathbb {R} ^{n}}f(x)e^{-2\pi ix\cdot \nu }\,\mathrm {d} x}
{\displaystyle G(\nu )={\mathcal {F}}\{g\}=\int _{\mathbb {R} ^{n}}g(x)e^{-2\pi ix\cdot \nu }\,\mathrm {d} x}
dove il punto tra {\displaystyle x} e {\displaystyle \nu } indica il prodotto interno a {\displaystyle \mathbb {R} ^{n}}. Sia {\displaystyle h} la convoluzione di {\displaystyle f} e {\displaystyle g}:
{\displaystyle h(z)=\int \limits _{\mathbb {R} ^{n}}f(x)g(z-x)\,\mathrm {d} x}
Si nota che:
{\displaystyle \int \!\!\int |f(x)g(z-x)|\,dx\,dz=\int |f(x)|\int |g(z-x)|\,dx\,dz=\int |f(x)|\,\|g\|_{1}\,dx=\|f\|_{1}\|g\|_{1}}
e quindi, per il teorema di Fubini, si ha che {\displaystyle h\in L^{1}(\mathbb {R} ^{n})}, e dunque la sua trasformata {\displaystyle H} è definita dalla formulazione integrale:
{\displaystyle {\begin{aligned}H(\nu )={\mathcal {F}}\{h\}=\int _{\mathbb {R} ^{n}}h(z)e^{-2\pi iz\cdot \nu }\,dz=\int _{\mathbb {R} ^{n}}\int _{\mathbb {R} ^{n}}f(x)g(z-x)\,dx\,e^{-2\pi iz\cdot \nu }\,dz\end{aligned}}}
Dal momento che:
{\displaystyle |f(x)g(z-x)e^{-2\pi iz\cdot \nu }|=|f(x)g(z-x)|}
grazie a quanto detto sopra si può applicare nuovamente il teorema di Fubini:
{\displaystyle H(\nu )=\int _{\mathbb {R} ^{n}}f(x)\left(\int _{\mathbb {R} ^{n}}g(z-x)e^{-2\pi iz\cdot \nu }\,dz\right)\,dx}
Sostituendo {\displaystyle y=z-x} si ha quindi {\displaystyle dy=dz}, e dunque:
{\displaystyle H(\nu )=\int _{\mathbb {R} ^{n}}f(x)\left(\int _{\mathbb {R} }g(y)e^{-2\pi i(y+x)\cdot \nu }\,dy\right)\,dx}
{\displaystyle =\int _{\mathbb {R} ^{n}}f(x)e^{-2\pi ix\cdot \nu }\left(\int _{\mathbb {R} ^{n}}g(y)e^{-2\pi iy\cdot \nu }\,dy\right)\,dx}
{\displaystyle =\int _{\mathbb {R} ^{n}}f(x)e^{-2\pi ix\cdot \nu }\,dx\int _{\mathbb {R} ^{n}}g(y)e^{-2\pi iy\cdot \nu }\,dy}
Questi due integrali definiscono {\displaystyle F(\nu )} e {\displaystyle G(\nu )}, così:
{\displaystyle H(\nu )=F(\nu )\cdot G(\nu )}
come si voleva dimostrare.

## Convoluzione discreta
Si può mostrare in modo simile che la convoluzione discreta di due successioni {\displaystyle x} e {\displaystyle y} è data da:
{\displaystyle x*y=\scriptstyle {DTFT}^{-1}\displaystyle {\big [}\scriptstyle {DTFT}\displaystyle \{x\}\cdot \ \scriptstyle {DTFT}\displaystyle \{y\}{\big ]}}
dove {\displaystyle \scriptstyle {DTFT}} è la trasformata di Fourier a tempo discreto.
Un importante caso particolare è la convoluzione circolare di {\displaystyle x} e {\displaystyle y} definita da {\displaystyle x_{N}*y}, dove {\displaystyle x_{N}} è una sommazione periodica:
{\displaystyle x_{N}[n]\ {\stackrel {\text{def}}{=}}\sum _{m=-\infty }^{\infty }x[n-mN]}
Si può allora mostrare che:
{\displaystyle {\begin{aligned}x_{N}*y&=\scriptstyle {DTFT}^{-1}\displaystyle {\big [}\scriptstyle {DTFT}\displaystyle \{x_{N}\}\cdot \scriptstyle {DTFT}\displaystyle \{y\}{\big ]}\\&=\scriptstyle {DFT}^{-1}\displaystyle {\big [}\scriptstyle {DFT}\displaystyle \{x_{N}\}\cdot \scriptstyle {DFT}\displaystyle \{y_{N}\}{\big ]}\end{aligned}}}
dove {\displaystyle \scriptstyle {DFT}} è la trasformata discreta di Fourier. Infatti, {\displaystyle \scriptstyle {DTFT}\displaystyle \{x_{N}\}} può essere scritta come:
{\displaystyle \scriptstyle {DTFT}\displaystyle \{x_{N}\}(f)={\frac {1}{N}}\sum _{k=-\infty }^{\infty }\left(\scriptstyle {DFT}\displaystyle \{x_{N}\}[k]\right)\cdot \delta \left(f-k/N\right)}
così che il suo prodotto con {\displaystyle \scriptstyle {DTFT}\displaystyle \{y\}(f)} è una funzione discreta:
{\displaystyle \scriptstyle {DTFT}\displaystyle \{x_{N}\}\cdot \scriptstyle {DTFT}\displaystyle \{y\}={\frac {1}{N}}\sum _{k=-\infty }^{\infty }\scriptstyle {DFT}\displaystyle \{x_{N}\}[k]\cdot \underbrace {\scriptstyle {DTFT}\displaystyle \{y\}(k/N)} _{\scriptstyle {DFT}\displaystyle \{y_{N}\}[k]}\cdot \delta \left(f-k/N\right)}
La DTFT inversa è:
{\displaystyle {\begin{aligned}(x_{N}*y)[n]&=\int _{0}^{1}{\frac {1}{N}}\sum _{k=-\infty }^{\infty }\scriptstyle {DFT}\displaystyle \{x_{N}\}[k]\cdot \scriptstyle {DFT}\displaystyle \{y_{N}\}[k]\cdot \delta \left(f-k/N\right)\cdot e^{i2\pi fn}df\\&={\frac {1}{N}}\sum _{k=-\infty }^{\infty }\scriptstyle {DFT}\displaystyle \{x_{N}\}[k]\cdot \scriptstyle {DFT}\displaystyle \{y_{N}\}[k]\cdot \int _{0}^{1}\delta \left(f-k/N\right)\cdot e^{i2\pi fn}df\\&={\frac {1}{N}}\sum _{k=0}^{N-1}\scriptstyle {DFT}\displaystyle \{x_{N}\}[k]\cdot \scriptstyle {DFT}\displaystyle \{y_{N}\}[k]\cdot e^{i2\pi {\frac {n}{N}}k}\\&=\scriptstyle {DFT}^{-1}\displaystyle {\big [}\scriptstyle {DFT}\displaystyle \{x_{N}\}\cdot \scriptstyle {DFT}\displaystyle \{y_{N}\}{\big ]}\end{aligned}}}
come si voleva dimostrare.